# Episodi di Olimpiadi della risata (prima stagione)
Lista degli episodi della prima stagione di Olimpiadi della risata. In Italia gli episodi sono andati in onda a partire dal 1985 su Rai 1, in ordine sparso.
| N° | Titolo Episodio                  | Titolo Originale                     | Prima TV Originale | Prima TV Italiana |
| -- | -------------------------------- | ------------------------------------ | ------------------ | ----------------- |
| 01 | Svizzera-Tokyo                   | The Swiss Alps and Tokyo, Japan      | 10 settembre 1977  |                   |
| 02 | Acapulco-Inghilterra             | Acapulco and England                 | 17 settembre 1977  |                   |
| 03 | Florida-Cina                     | Florida and China                    | 24 settembre 1977  | 30 gennaio 1985   |
| 04 | Sahara-Scozia                    | The Sahara Desert and Scotland       | 1º ottobre 1977    | 28 gennaio 1985   |
| 05 | Francia-Australia                | France and Australia                 | 8 ottobre 1977     |                   |
| 06 | Atene-Ozarka                     | Athens, Greece and the Ozarks        | 15 ottobre 1977    | 1 febbraio 1985   |
| 07 | Italia-Kitty Hawk, Nord Carolina | Italy and Kitty Hawk, North Carolina | 22 ottobre 1977    |                   |
| 08 | Egitto-Foresta di Sherwood       | Egypt and Sherwood Forest            | 29 ottobre 1977    |                   |
| 09 | Spagna-Himalaya                  | Spain and the Himalayas              | 5 novembre 1977    |                   |
| 10 | India-Israele                    | India and Israel                     | 12 novembre 1977   |                   |
| 11 | Africa-S. Francisco              | Africa and San Francisco             | 19 novembre 1977   |                   |
| 12 | Grand Canyon-Irlanda             | The Grand Canyon and Ireland         | 26 dicembre 1977   | 31 gennaio 1985   |
| 13 | Hawaii-Norvegia                  | Hawaii and Norway                    | 3 novembre 1977    | 29 gennaio 1985   |
| 14 | Polo Nord-Tahiti                 | North Pole and Tahiti                | 10 dicembre 1977   |                   |
| 15 | Arizona-Olanda                   | Arizona and Holland                  | 17 dicembre 1977   |                   |
| 16 | Quebec-Baghdad                   | Quebec and Baghdad                   | 24 dicembre 1977   |                   |